# Scutellaria guatemalensis
Scutellaria guatemalensis là một loài thực vật có hoa trong họ Hoa môi. Loài này được Leonard miêu tả khoa học đầu tiên năm 1927.